# Мерідіан (округ Логан, Оклахома)
Мерідіан (англ. Meridian) — місто (англ. town) в США, в окрузі Логан штату Оклахома. Населення — 14 осіб (2020).

## Географія
Мерідіан розташований за координатами 35°50′38″ пн. ш. 97°14′45″ зх. д. / 35.84389° пн. ш. 97.24583° зх. д. (35.844004, -97.245709).  За даними Бюро перепису населення США в 2010 році місто мало площу 0,51 км², уся площа — суходіл.

## Демографія
Згідно з переписом 2010 року, у місті мешкало 38 осіб у 22 домогосподарствах у складі 12 родин. Густота населення становила 74 особи/км².  Було 33 помешкання (65/км²).
Расовий склад населення:
| - 76,3 % — чорних або афроамериканців - 18,4 % — білих |

До двох чи більше рас належало 5,3 %. Частка іспаномовних становила 0,0 % від усіх жителів.
За віковим діапазоном населення розподілялося таким чином: 10,5 % — особи молодші 18 років, 44,8 % — особи у віці 18—64 років, 44,7 % — особи у віці 65 років та старші. Медіана віку мешканця становила 62,0 року. На 100 осіб жіночої статі у місті припадало 123,5 чоловіків;  на 100 жінок у віці від 18 років та старших — 112,5 чоловіків також старших 18 років.
Середній дохід на одне домашнє господарство  становив 21 614 долари США (медіана — 23 750), а середній дохід на одну сім'ю — 25 106 доларів (медіана — 26 667). За межею бідності перебувало 25,0 % осіб, у тому числі 0,0 % дітей у віці до 18 років та 34,6 % осіб у віці 65 років та старших.
Цивільне працевлаштоване населення становило 26 осіб. Основні галузі зайнятості: мистецтво, розваги та відпочинок — 34,6 %, освіта, охорона здоров'я та соціальна допомога — 34,6 %, фінанси, страхування та нерухомість — 26,9 %.